# Bostadsföretag
Bostadsföretag är en skattemässig definition på boendeföreningsformer såsom bostadsrättsförening, bostadsförening och bostadsaktiebolag. Bostadsföretag har ofta likadana skatter och regler hur lägenheterna skall beskattas vid försäljning, uthyrning eller förmögenhet.
Bostadsföretag kan antingen vara äkta eller oäkta. Mer formaliserat språkbruk är bostadsfastighet respektive näringsfastighet. Ett oäkta bostadsföretag beskattas hårdare men den har ofta lägre kostnader, exempelvis på grund av att fastigheten har intäkter från uthyrningslokaler.